# بروك بنتون
بروك بنتون (بالإنجليزية: Brook Benton) (و. 1931 – 1988 م) هو مغني، وكاتب أغاني أمريكي، ولد في كامدن، توفي في كوينز، عن عمر يناهز 57 عاماً، بسبب التهاب السحايا.

## روابط خارجية
- بروك بنتون على موقع IMDb (الإنجليزية)
- بروك بنتون على موقع ميوزك برينز (الإنجليزية)
- بروك بنتون على موقع أول ميوزيك (الإنجليزية)
- بروك بنتون على موقع ديسكوغز (الإنجليزية)
- بروك بنتون على موقع قاعدة بيانات الفيلم (الإنجليزية)